# Ferreira (Espanha)
Ferreira é um município da Espanha na província de Granada, comunidade autónoma da Andaluzia, de área 43,14 km² com população de 339 habitantes (2007) e densidade populacional de 7,72 hab/km².

## Demografia
| Variação demográfica do município entre 1991 e 2004 | Variação demográfica do município entre 1991 e 2004 | Variação demográfica do município entre 1991 e 2004 | Variação demográfica do município entre 1991 e 2004 |
| --------------------------------------------------- | --------------------------------------------------- | --------------------------------------------------- | --------------------------------------------------- |
| 1991                                                | 1996                                                | 2001                                                | 2004                                                |
| 424                                                 | 398                                                 | 338                                                 | 333                                                 |